# توماس واتسون
توماس واتسون (بالإنجليزية: Thomas Watson)‏ (و. 1616 – 1686 م) هو عالم عقيدة، من المملكة المتحدة، توفي عن عمر يناهز 70 عاماً.

## التعليم
تعلم في كلية ايمانويل، كامبريدج.